# Farrodes hyalinus
Farrodes hyalinus is een haft uit de familie Leptophlebiidae. De wetenschappelijke naam van de soort, en van het geslacht Farrodes, is voor het eerst geldig gepubliceerd in 1971 door William L. Peters.
De soort komt voor in het Neotropisch gebied. Ze is endemisch in Jamaica.